# Cimetière militaire britannique de la ferme de Hem
Le Cimetière militaire de la ferme de Hem (Herm Farm Military Cemetery) est un cimetière militaire de la Première Guerre mondiale, situé sur le territoire de la commune de Hem-Monacu, dans le département de la Somme, au nord-est d'Amiens.

## Histoire

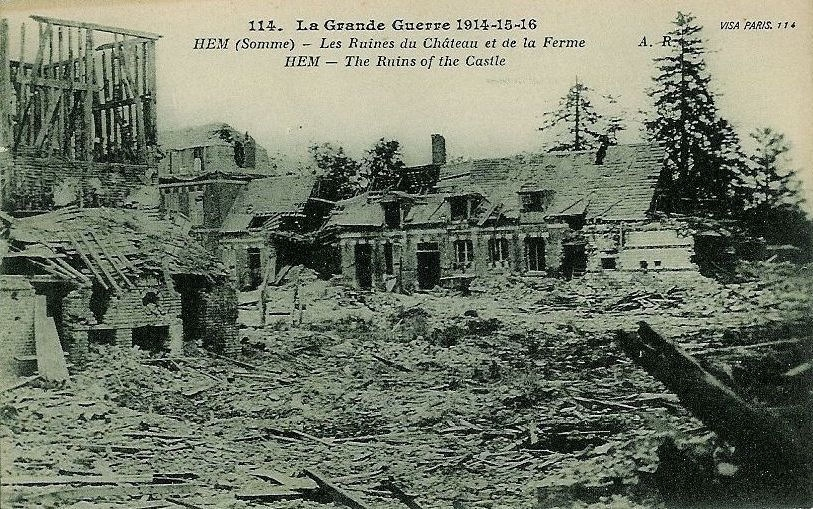
Ruines de la Ferme d'Hem à l'issue de la guerre14-18.

La ferme d'Hem a été le théâtre de violents combats lors de la bataille de la Somme. Le secteur  a été tour à tour aux mains des troupes françaises et alliées, puis aux mains des Allemands.

Ce cimetière, implanté en janvier 1917 à une centaine de mètres des ruines de la Ferme d'Hem, a été commencé par les troupes britanniques  pour inhumer les victimes  des combats de la bataille de la Somme, puis de nouveau en 1918 avec le regroupement de soldats alliés tombés dans le secteur, notamment les corps de 46 soldats australiens  tombés en août et septembre 1918 initialement inhumés au cimetière de Curlu.

Le cimetière couvre une superficie de 2 198 mètres carrés et est entouré d'un mur de briques rouges.

## Caractéristiques
Le cimetière de l'allée de la ferme d'Hem est situé en pleine campagne, à proximité de la ferme éponyme, il compte 597 tombes de soldats, dont 204 sont non identifiés : 367 Britanniques, 138 Australiens, 88 Sud-Africains et 4 Canadiens.

### Sépultures
| Pays           | Sépultures |
| -------------- | ---------- |
| Royaume-Uni    | 367        |
| Australie      | 138        |
| Afrique du Sud | 88         |
| Canada         | 4          |
| Total          | 597        |

## Photos

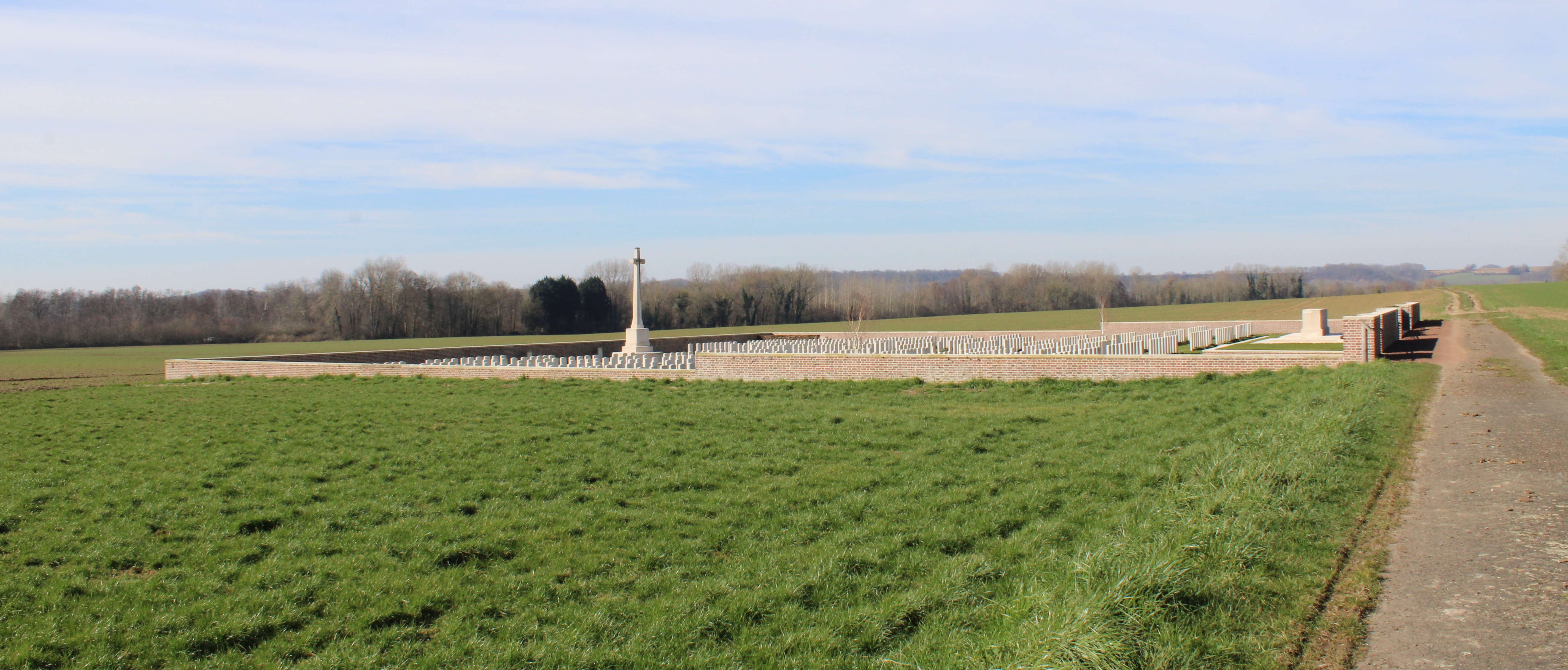
Vue du cimetière depuis la ferme d'Hem.
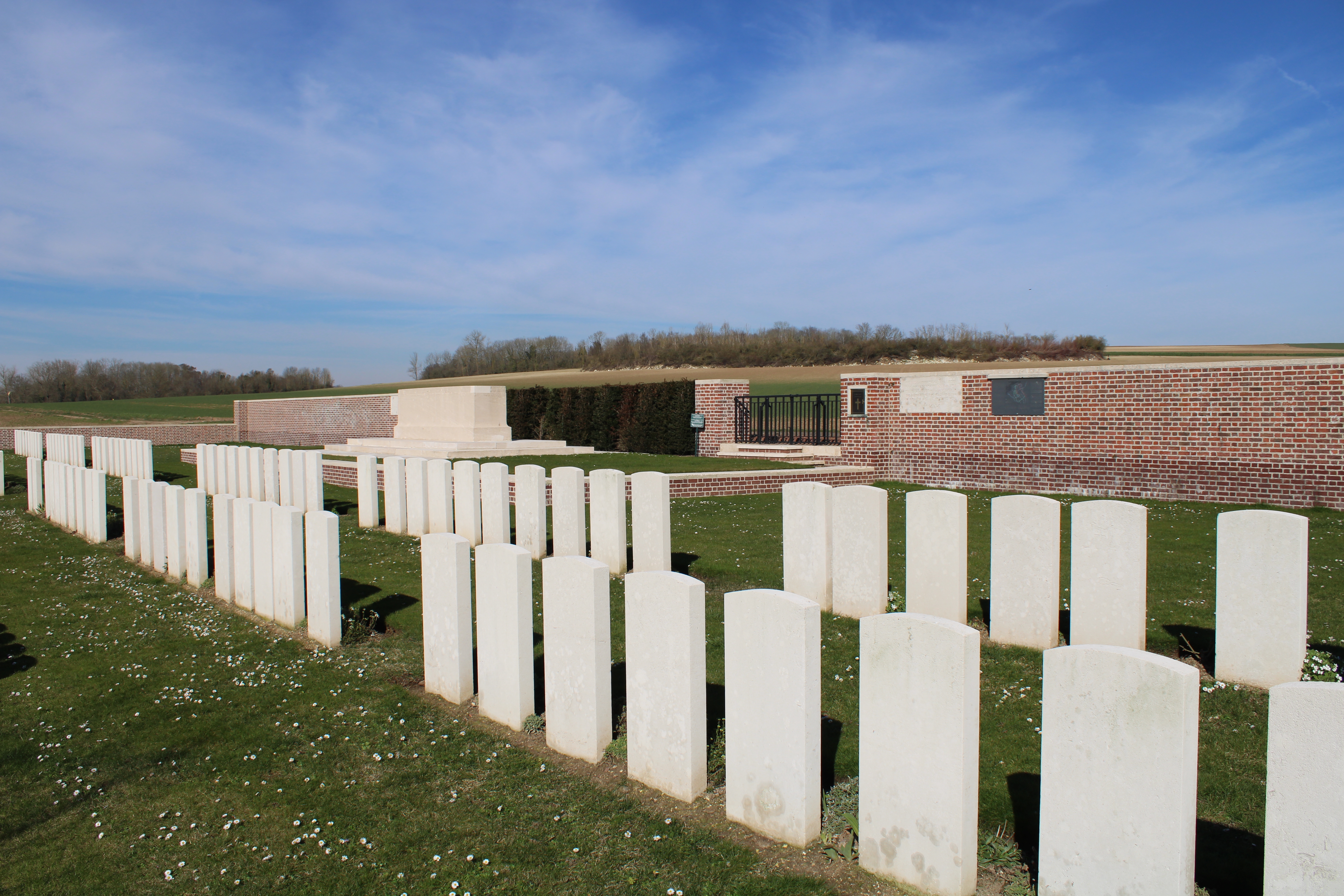
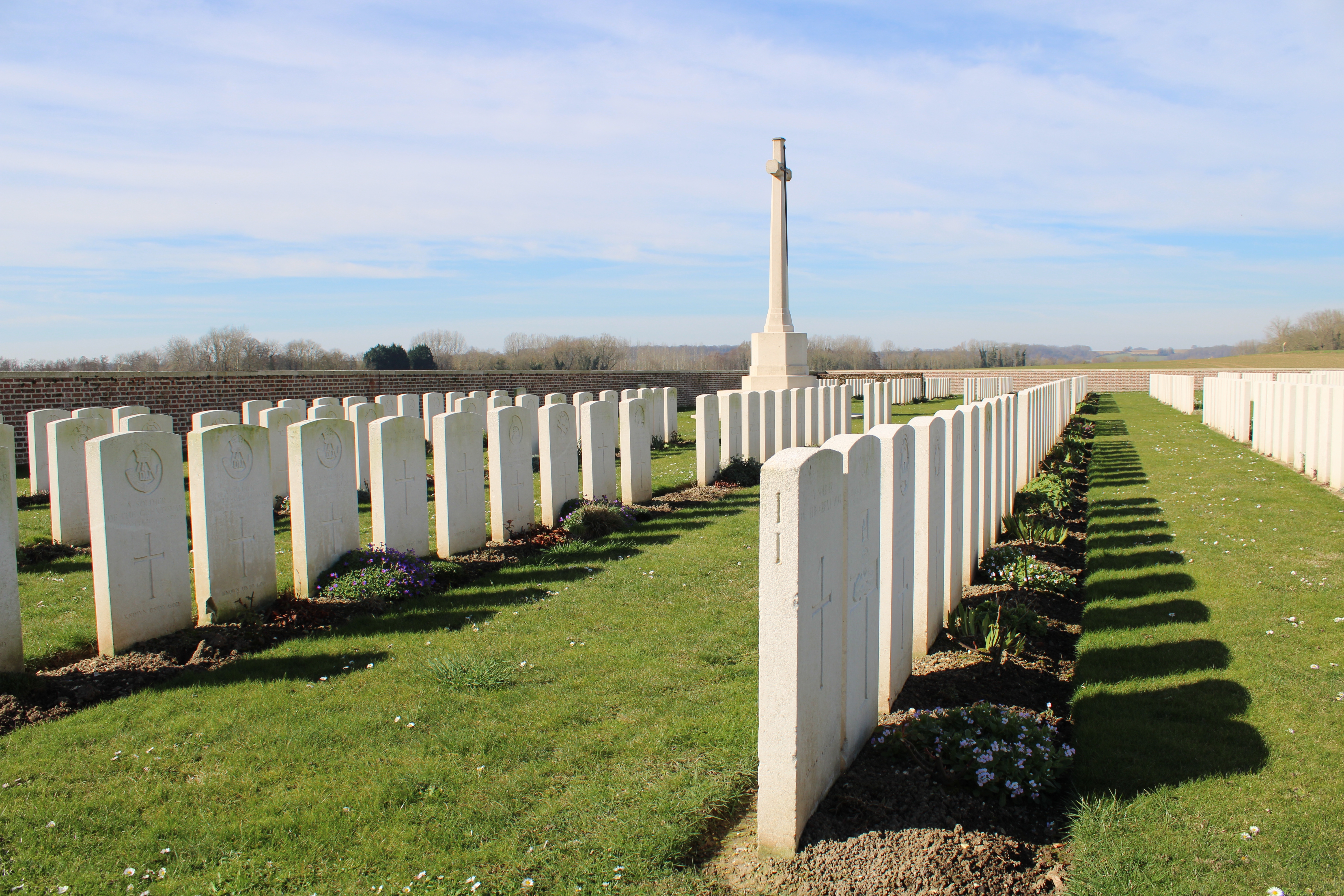
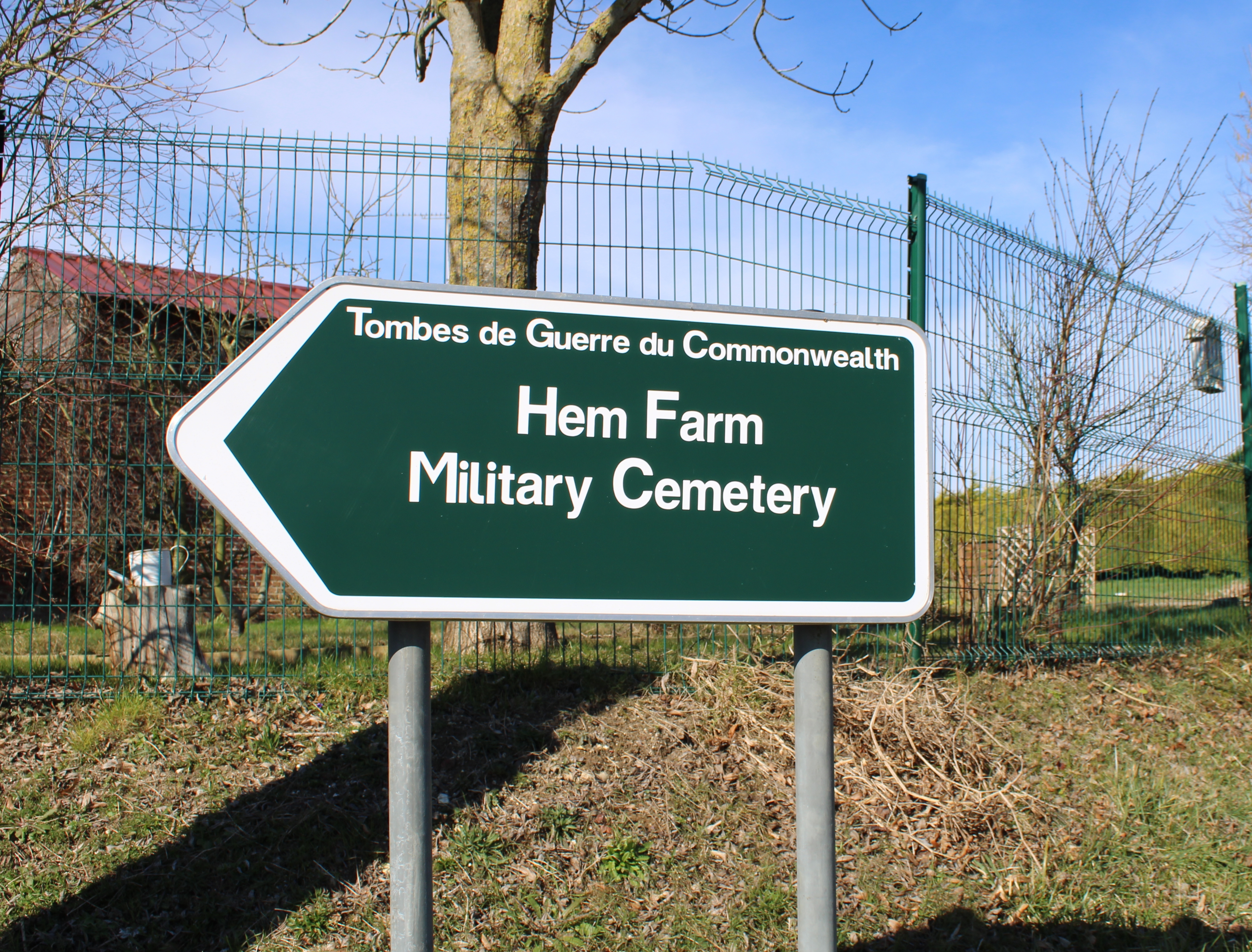
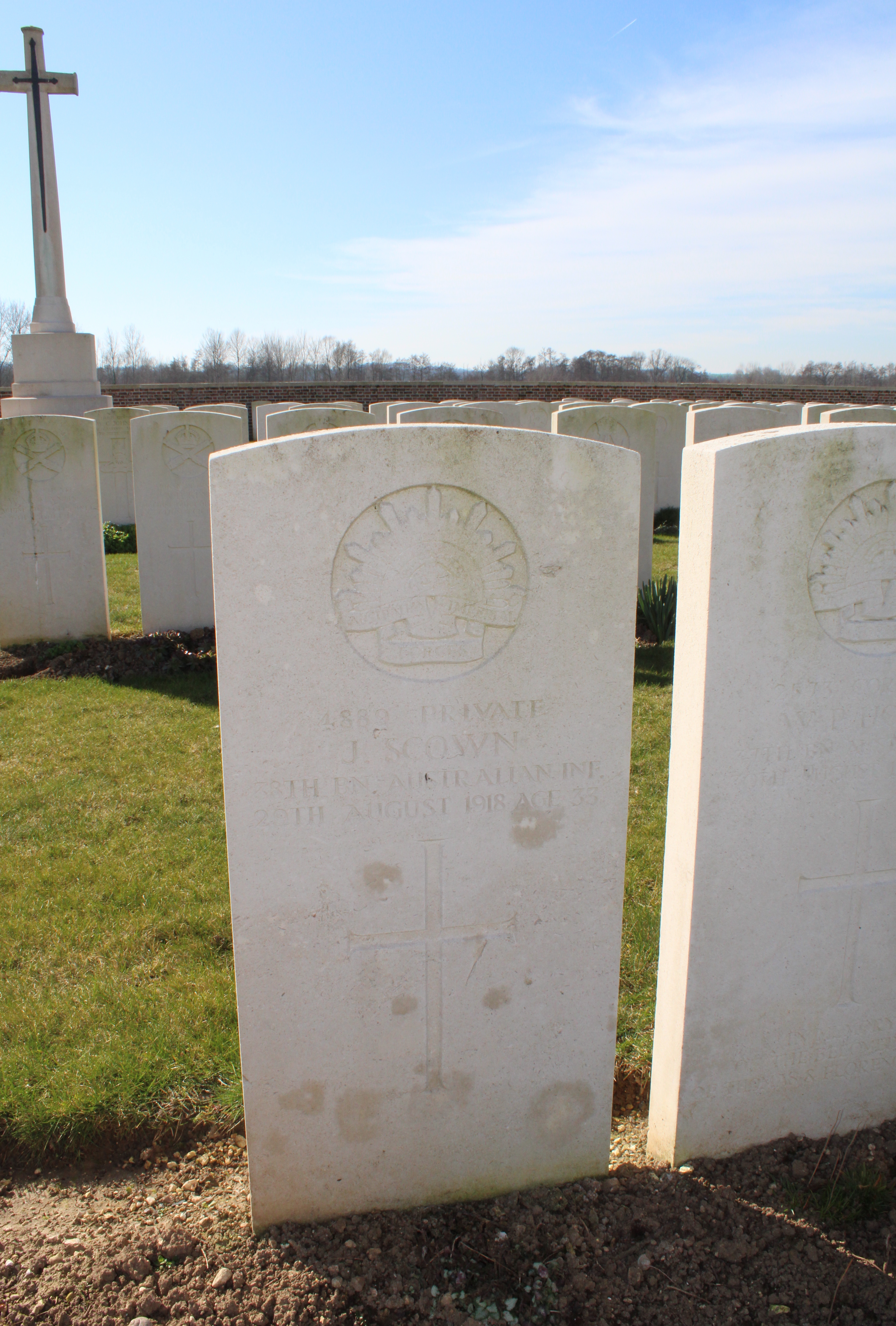
Tombe de J. Scown, soldat australien.
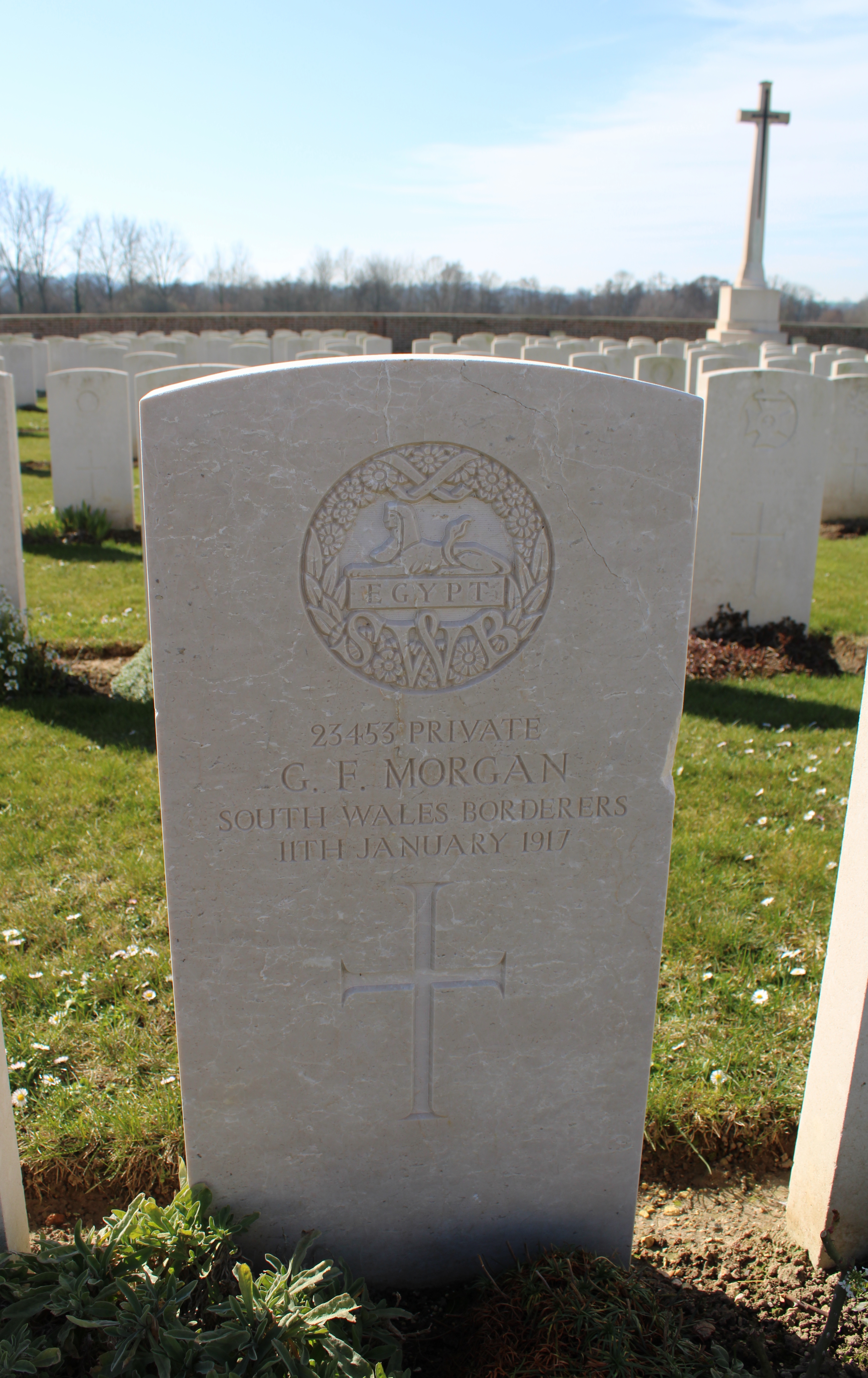
Tombe de G. F. Morgan, soldat britannique.